# Dieu et mon droit
Pour le film de Peter Medak, voir Dieu et mon droit (film).

Armes du Royaume Uni : « écartelé aux quarts 1 et 4 de l'Angleterre, quart 2 de l'Écosse et quart 3 de l'Irlande, avec la cri de guerre du royaume en or sur listel d'argent au bas des armes, et devise de l'ordre de la jarretière en couronne autour de l'écu. »

« Dieu et mon droit » (en français dans le texte) est le cri de guerre de la monarchie britannique et anglaise depuis l'époque d’Henri V (règne de 1413-1422).
Ce cri de guerre ferait référence au droit divin des rois, et aurait été utilisé comme mot de passe. En français d'aujourd'hui, la locution « Mon droit divin » respecterait le sens originel et prêterait moins à confusion.

## Présentation

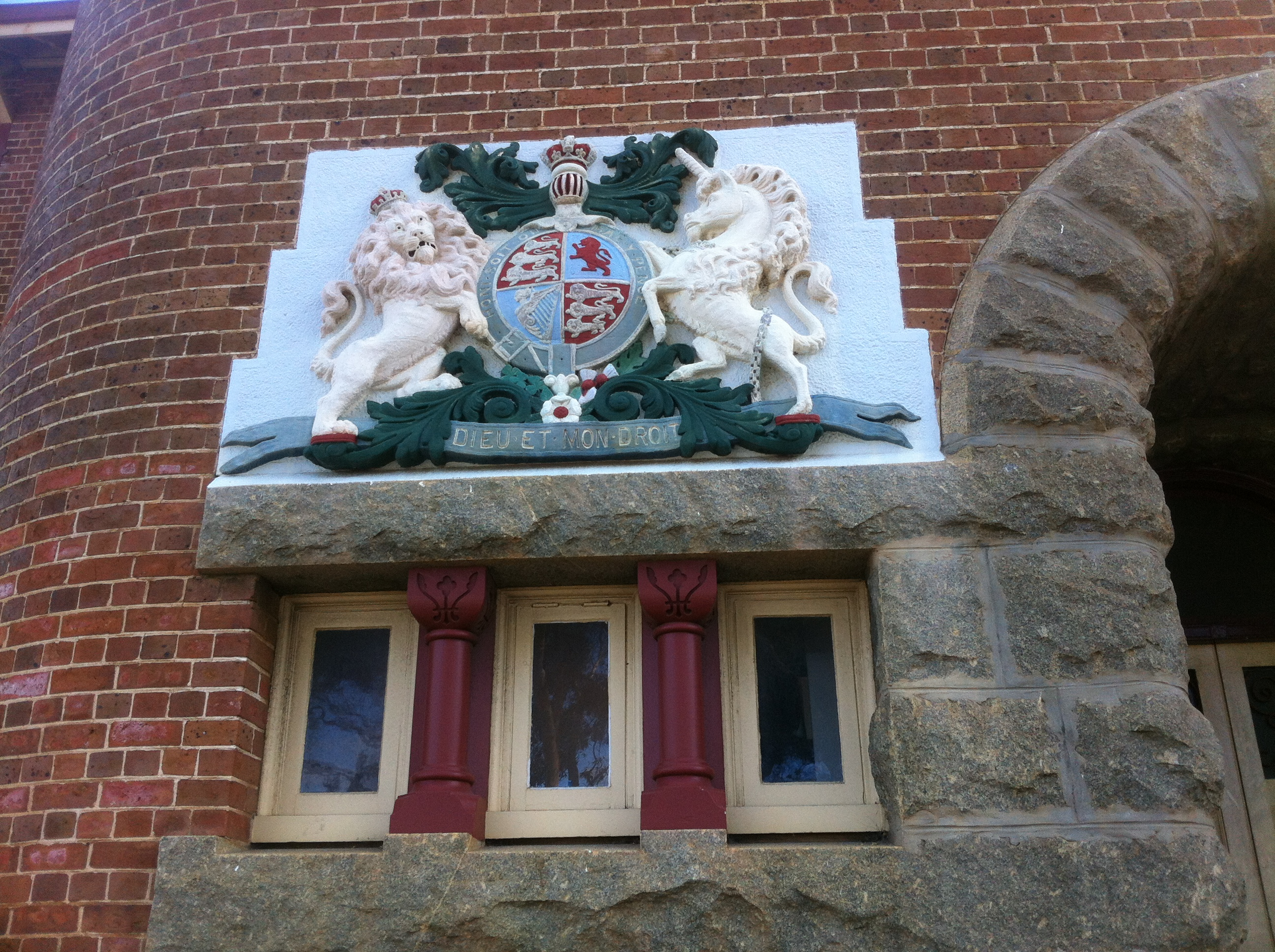
La devise Dieu et mon droit à l'Albany Courthouse en Australie.

Ce cri de guerre est en français car depuis la conquête des Normands, le vieil anglais n'est plus la langue de l'élite anglaise. Elle fait place dans un premier temps au normand, puis à l'anglo-normand sous les règnes des Plantagenêts (langue mélangeant malgré son nom le normand et ses langues d'oil avoisinantes), ce qui eut pour résultat l'utilisation de mots et d'expressions d'origine française et normande que l'on retrouve aujourd'hui abondamment dans la langue anglaise.

Sur le logo de The Times, figure la devise « Dieu et mon droit ».

Bien qu'Henri V parlât français et anglais, l'usage de l'anglais par l'élite reprit son essor durant son règne.
Certaines devises d'ordres de chevalerie anglais sont aussi en français. C'est par exemple le cas du « Honi soit qui mal y pense » pour l'ordre de la Jarretière. On retrouve également ces deux phrases françaises sur les armes royales du Royaume-Uni et sur le logo du journal The Times.

## «Dieu est mon droit»
Henry Hudson a utilisé l'expression en remplaçant et avec la graphie moderne du verbe être : « Dieu est mon droit ». D'autres personnes ont considéré que la phrase « Dieu est mon droit » indique une souveraineté directe du roi qui, à ce titre, n'est vassal d'aucun autre si ce n'est Dieu.
Similairement, « Dieu est mon droit » est une devise qui a existé en langue latine vers les XVIe et XVIIe siècles.

## «Deus meumque ius»
L'équivalent latin de « Dieu et mon droit » serait « Deus meumque ius », utilisé par la maçonnerie française de rite écossais, avec le symbole de l'aigle à deux têtes.